# Papilio moerneri
Espèce
Statut de conservation UICN

NT : Quasi menacé
Papilio moerneri  est une espèce de lépidoptères (papillons) de la famille des Papilionidae. L'espèce est endémique de l'archipel Bismarck en Papouasie-Nouvelle-Guinée.

## Systématique
Papilio moerneri  a été décrit pour la première fois par Per Olof Christopher Aurivillius en 1919.